# Michael Curry
Michael Bruce Curry (* 13. března 1953 Chicago) je 27. předsedající biskup a primas episkopální církve Spojených států amerických. Jedná se o prvního afroamerického episkopálního kněze, který zastává tento post. Původně byl biskupem episkopální diecéze severokarolínské.

## Život
Biskup Curry se narodil v Chicagu roku 1953, navštěvoval státní školu v Buffalo. Poté studoval Hobart College, Yale Divinity School, College of Preachers, princetonský teologický seminář, Wake Forest University, Ekumenický institut při St. Mary's Seminary v Baltimoru a Institut křesťansko- židovských studií. V červnu 1978 byl v katedrále sv. Pavla v Buffalo vysvěcen na jáhna a o několik měsíců později přijal kněžské svěcení z rukou biskupa Johna M. Burgesse. Curry působil jako farář (rektor) na různých místech. Zakládal letní ekumenické tábory pro děti, organizoval kazatelské misie a věnoval se dobročinnosti. Do čela episkopální diecéze severokarolínské byl zvolen 11. února 2000. Během své služby v Severní Karolíně se věnoval tématům sociální spravedlnosti, imigrační politice a otázkám rovnoprávnosti v manželství. V roce 2015 se stal předsedajícím biskupem episkopální církve, své funkce se ujal 1. listopadu 2015 během slavnostní bohoslužby ve washingtonské národní katedrále.
V květnu 2018 se Michael Curry účastnil svatby Meghan Marklové a Prince Harryho v kapli svatého Jiří na hradě Windsor.